# Sveriges damlandskamper i fotboll 2000
Sveriges damlandskamper i fotboll 2000 omfattade bland annat OS i Sydney där Sverige i gruppspelet förlorade mot Tyskland och Brasilien och spelade oavgjort mot Australien och lyckades inte ta sig vidare. Landslagets enda mål under turneringen gjordes av Malin Andersson.

## Matcher
| Datum        | Spelplats        |               |               | Resultat | Typ av match         |
| ------------ | ---------------- | ------------- | ------------- | -------- | -------------------- |
| 7 januari    | Sydney           | Australien    | Sverige       | 0 – 2    | Träningsmatch        |
| 10 januari   | Melbourne        | Sverige       | USA           | 0 – 0    | Träningsmatch        |
| 13 januari   | Adelaide         | Tjeckien      | Sverige       | 0 – 2    | Träningsmatch        |
| 12 mars      | Silves           | Danmark       | Sverige       | 0 – 1    | Algarve Cup 2000     |
| 14 mars      | Faro             | Sverige       | Portugal      | 5 – 1    | Algarve Cup 2000     |
| 16 mars      | Lagos            | USA           | Sverige       | 1 – 0    | Algarve Cup 2000     |
| 18 mars      | Quarteira        | Kina          | Sverige       | 1 – 0    | Algarve Cup 2000     |
| 29 april     | Varberg          | Sverige       | Nederländerna | 1 – 1    | Kval till EM 2001    |
| 17 maj       | Rotterdam        | Nederländerna | Sverige       | 0 – 3    | Kval till EM 2001    |
| 1 juni       | Nimes            | Frankrike     | Sverige       | 2 – 0    | Kval till EM 2001    |
| 11 juni      | Karlskoga        | Sverige       | Spanien       | 7 – 0    | Kval till EM 2001    |
| 8 september  | Surfers Paradise | Sverige       | Norge         | 2 – 1    | Träningsmatch        |
| 13 september | Melbourne        | Brasilien     | Sverige       | 2 – 0    | OS 2000              |
| 16 september | Sydney           | Australien    | Sverige       | 1 – 1    | OS 2000              |
| 19 september | Melbourne        | Sverige       | Tyskland      | 0 – 1    | OS 2000              |
| 18 oktober   | Jönköping        | Sverige       | Finland       | 5 – 1    | Playoff till EM 2001 |
| 5 november   | Myrbacka         | Finland       | Sverige       | 2 – 5    | Playoff till EM 2001 |